# Nippononeta subnigra
Nippononeta subnigra är en spindelart som beskrevs av Ono och Saito 200. Nippononeta subnigra ingår i släktet Nippononeta och familjen täckvävarspindlar. Inga underarter finns listade i Catalogue of Life.